# Hydraena cirrata
Hydraena cirrata är en skalbaggsart som beskrevs av Champion 1920. Hydraena cirrata ingår i släktet Hydraena och familjen vattenbrynsbaggar. Inga underarter finns listade i Catalogue of Life.